# Rallye Monte-Carlo 2017
Le Rallye Monte-Carlo 2017 est la 1re manche du championnat du monde des rallyes 2017. Il s'est déroulé du 19 au 22 janvier 2017 sur 17 épreuves spéciales. Les locaux Sébastien Ogier et Julien Ingrassia, au volant d'une Ford Fiesta WRC, s'adjugent le rallye.

## Déroulement

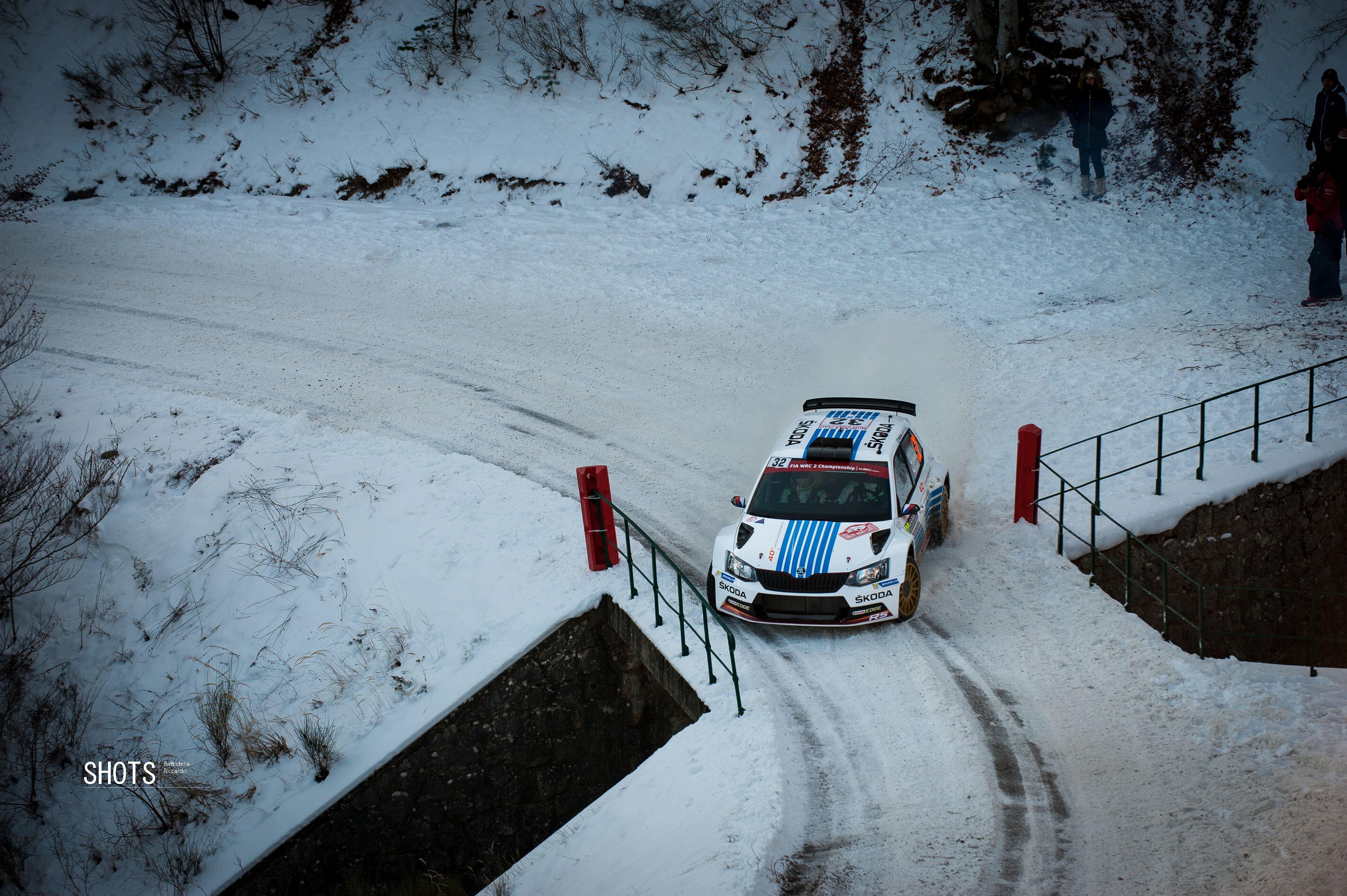
La neige est présente, avec ici Jan Kopecký.

## Participants
| Engagés notables | Engagés notables                    | Engagés notables | Engagés notables   | Engagés notables        | Engagés notables      | Engagés notables |
| no               | Engagé                              | Classe           | Pilote             | Copilote                | Voiture               | Pneus            |
| ---------------- | ----------------------------------- | ---------------- | ------------------ | ----------------------- | --------------------- | ---------------- |
| 1                | M-Sport World Rally Team            | WRC              | Sébastien Ogier    | Julien Ingrassia        | Ford Fiesta WRC       | M                |
| 2                | M-Sport World Rally Team            | WRC              | Ott Tänak          | Martin Järveoja         | Ford Fiesta WRC       | M                |
| 3                | M-Sport World Rally Team            | WRC              | Elfyn Evans        | Daniel Barritt          | Ford Fiesta WRC       | D                |
| 4                | Hyundai Motorsport                  | WRC              | Hayden Paddon      | John Kennard (copilote) | Hyundai i20 Coupe WRC | M                |
| 5                | Hyundai Motorsport                  | WRC              | Thierry Neuville   | Nicolas Gilsoul         | Hyundai i20 Coupe WRC | M                |
| 6                | Hyundai Motorsport                  | WRC              | Dani Sordo         | Marc Martí              | Hyundai i20 Coupe WRC | M                |
| 7                | Citroën Total Abu Dhabi WRT         | WRC              | Kris Meeke         | Paul Nagle              | Citroën C3 WRC        | M                |
| 8                | Citroën Total Abu Dhabi WRT         | WRC              | Stéphane Lefebvre  | Gabin Moreau            | Citroën C3 WRC        | M                |
| 10               | Toyota Gazoo Racing WRT             | WRC              | Jari-Matti Latvala | Miikka Anttila          | Toyota Yaris WRC      | M                |
| 11               | Toyota Gazoo Racing WRT             | WRC              | Juho Hänninen      | Kaj Lindström           | Toyota Yaris WRC      | M                |
| 14               | Citroën Total Abu Dhabi WRT         | WRC              | Craig Breen        | Scott Martin            | Citroën DS3 WRC       | M                |
| 20               | J-Motorsport                        | WRC              | Jourdan Serderidis | Frédéric Miclotte       | Citroën DS3 WRC       | M                |
| 31               | Škoda Motorsport                    | WRC-2            | Andreas Mikkelsen  | Anders Jæger            | Škoda Fabia R5 (en)   | M                |
| 32               | Škoda Motorsport                    | WRC-2            | Jan Kopecký        | Pavel Dresler           | Škoda Fabia R5 (en)   | M                |
| 33               | Motorsport Italia SRL               | WRC-2            | Max Rendina        | Emanuele Inglesi        | Škoda Fabia R5 (en)   | P                |
| 34               | BRR Baumschlager Rally & Rally Team | WRC-2            | Armin Kremer       | Pirmin Winklhofer       | Škoda Fabia R5 (en)   | D                |
| 35               | D-Max Racing                        | WRC-2            | Quentin Gilbert    | Renaud Jamoul           | Ford Fiesta R5        | M                |
| 36               | CHL Sport Auto                      | WRC-2            | Yoann Bonato       | Benjamin Boulloud       | Citroën DS3 R5        | M                |
| 38               | J-Motorsport                        | WRC-2            | Emil Bergkvist     | Joakim Sjöberg          | Citroën DS3 R5        | M                |
| 39               | M-Sport World Rally Team            | WRC-2            | Eric Camilli       | Benjamin Veillas        | Ford Fiesta R5        | M                |
| 40               | Gemini Clinic Rally Team            | WRC-2            | Bryan Bouffier     | Denis Giraudet          | Ford Fiesta R5        | M                |
| 41               | BRC                                 | WRC-2            | Giandomenico Basso | Simone Scattolin        | Ford Fiesta R5        | M                |
| 42               | D-Max Racing                        | WRC-2            | Andrea Crugnola    | Michele Ferrara         | Ford Fiesta R5        | D                |
| 43               | Sébastien Loeb Racing               | WRC-2            | Quentin Giordano   | Thomas Roux             | Peugeot 208 T16       | M                |
| 61               | Renault Sport Racing Team           | WRC-3            | Cédric Althaus     | Jessica Bayard          | Renault Clio RS R3T   | M                |
| 63               | Renault Sport Racing Team           | WRC-3            | Charles Martin     | Mathieu Duval           | Renault Clio RS R3T   | M                |
| 65               | Renault Sport Racing Team           | WRC-3            | Surhayen Pernia    | Penate Rogelio          | Renault Clio RS R3T   | M                |
| 67               | Renault Sport Racing Team           | WRC-3            | Luca Panzani       | Federico Grilli         | Renault Clio RS R3T   | M                |
| 69               | Vieffecorse                         | WRC-3            | Enrico Brazzoli    | Maurizio Barone         | Peugeot 208 R2        | D                |
| 71               | CHL Sport Auto                      | WRC-3            | Raphael Astier     | Frédéric Vauclare       | Peugeot 208 R2        | M                |
| Source:,         |                                     |                  |                    |                         |                       |                  |

| Clé   | Clé                                                                             |
| Icône | Classe                                                                          |
| ----- | ------------------------------------------------------------------------------- |
| WRC   | Engagés WRC éligibles pour marquer des points au classement constructeurs       |
| WRC   | Engagés majeurs inéligibles pour marquer des points au classement constructeurs |
| WRC   | Enregistrés pour marquer des points dans le Trophée WRC                         |
| WRC-2 | Enregistrés pour marquer des points dans le championnat WRC-2                   |
| WRC-3 | Enregistrés pour marquer des points dans le championnat WRC-3                   |

## Résultats

### Classement final
| Pos. | no                 | Pilote             | Copilote           | Équipe                      | Voiture               | Classe             | Temps              | Différence         | Points             |
| Classement général | Classement général | Classement général | Classement général | Classement général          | Classement général    | Classement général | Classement général | Classement général | Classement général |
| --- | ------------------ | ------------------ | ------------------ | --------------------------- | --------------------- | ------------------ | ------------------ | ------------------ | ------------------ |
| 1 | 1                  | Sébastien Ogier    | Julien Ingrassia   | M-Sport World Rally Team    | Ford Fiesta WRC       | WRC                | 4 h 00 min 03 s 6  |                    | 25                 |
| 2 | 10                 | Jari-Matti Latvala | Miikka Anttila     | Toyota Gazoo Racing WRT     | Toyota Yaris WRC      | WRC                | 4 h 02 min 18 s 6  | +2 min 15 s 0      | 18                 |
| 3 | 2                  | Ott Tänak          | Martin Järveoja    | M-Sport World Rally Team    | Ford Fiesta WRC       | WRC                | 4 h 03 min 01 s 4  | +2 min 57 s 8      | 15                 |
| 4 | 6                  | Dani Sordo         | Marc Martí         | Hyundai Motorsport          | Hyundai i20 Coupe WRC | WRC                | 4 h 03 min 39 s 4  | +3 min 35 s 8      | 13                 |
| 5 | 14                 | Craig Breen        | Scott Martin       | Citroën Total Abu Dhabi WRT | Citroën DS3 WRC       | WRC                | 4 h 03 min 51 s 4  | +3 min 47 s 8      | 10                 |
| 6 | 3                  | Elfyn Evans        | Daniel Barritt     | M-Sport World Rally Team    | Ford Fiesta WRC       | WRC                | 4 h 06 min 48 s 6  | +6 min 45 s 0      | 10                 |
| 7 | 31                 | Andreas Mikkelsen  | Anders Jæger       | Škoda Motorsport            | Škoda Fabia R5 (en)   | WRC-2              | 4 h 09 min 36 s 3  | +9 min 32 s 7      | 6                  |
| 8 | 32                 | Jan Kopecký        | Pavel Dresler      | Škoda Motorsport            | Škoda Fabia R5 (en)   | WRC-2              | 4 h 13 min 01 s 7  | +12 min 32 s 7     | 4                  |
| 9 | 8                  | Stéphane Lefebvre  | Gabin Moreau       | Citroën Total Abu Dhabi WRT | Citroën C3 WRC        | WRC                | 4 h 14 min 47 s 4  | +14 min 43 s 8     | 6                  |
| 10 | 40                 | Bryan Bouffier     | Denis Giraudet     | Gemini Clinic Rally Team    | Ford Fiesta R5        | WRC-2              | 4 h 16 min 13 s 0  | +16 min 09 s 4     | 1                  |
| 15 | 5                  | Thierry Neuville   | Nicolas Gilsoul    | Hyundai Motorsport          | Hyundai i20 Coupe WRC | WRC                | 4 h 30 min 56 s 1  | +30 min 52 s 5     | 5                  |
| 16 | 11                 | Juho Hänninen      | Kaj Lindström      | Toyota Gazoo Racing WRT     | Toyota Yaris WRC      | WRC                | 4 h 32 min 20 s 4  | +32 min 16 s 8     | 3                  |
| Classement WRC-2 |                    |                    |                    |                             |                       |                    |                    |                    |                    |
| 1 (7.) | 31                 | Andreas Mikkelsen  | Anders Jæger       | Škoda Motorsport            | Škoda Fabia R5 (en)   | WRC-2              | 4 h 09 min 36 s 3  |                    | 25                 |
| 2 (8.) | 32                 | Jan Kopecký        | Pavel Dresler      | Škoda Motorsport            | Škoda Fabia R5 (en)   | WRC-2              | 4 h 13 min 01 s 7  | +3 min 25 s 4      | 18                 |
| 3 (10.) | 40                 | Bryan Bouffier     | Denis Giraudet     | Gemini Clinic Rally Team    | Ford Fiesta R5        | WRC-2              | 4 h 16 min 13 s 0  | +6 min 36 s 7      | 15                 |
| 4 (12.) | 39                 | Éric Camilli       | Benjamin Veillas   | M-Sport World Rally Team    | Ford Fiesta R5        | WRC-2              | 4 h 19 min 32 s 1  | +9 min 55 s 8      | 12                 |
| 5 (13.) | 35                 | Quentin Gilbert    | Renaud Jamoul      | D-Max Racing                | Ford Fiesta R5        | WRC-2              | 4 h 21 min 13 s 1  | +11 min 36 s 8     | 10                 |
| 6 (17.) | 38                 | Emil Bergkvist     | Joakim Sjöberg     | J-Motorsport                | Citroën DS3 R5        | WRC-2              | 4 h 36 min 48 s 1  | +27 min 11 s 8     | 8                  |
| 7 (18.) | 42                 | Andrea Crugnola    | Michele Ferrara    | D-Max Racing                | Ford Fiesta R5        | WRC-2              | 4 h 39 min 47 s 1  | +30 min 10 s 8     | 6                  |
| Classement WRC-3 |                    |                    |                    |                             |                       |                    |                    |                    |                    |
| 1 (19.) | 71                 | Raphael Astier     | Frédéric Vauclare  | CHL Sport Auto              | Peugeot 208 R2        | WRC-3              | 4 h 39 min 55 s 8  |                    | 25                 |
| 2 (21.) | 67                 | Luca Panzani       | Federico Grilli    | Renault Sport Racing Team   | Renault Clio RS R3T   | WRC-3              | 4 h 49 min 18 s 3  | +9 min 22 s 5      | 18                 |
| 3 (23.) | 63                 | Charles Martin     | Mathieu Duval      | Renault Sport Racing Team   | Renault Clio RS R3T   | WRC-3              | 4 h 49 min 55 s 8  | +10 min 00 s 0     | 15                 |
| 4 (25.) | 65                 | Surhayen Pernia    | Penate Rogelio     | Renault Sport Racing Team   | Renault Clio RS R3T   | WRC-3              | 4 h 51 min 45 s 4  | +11 min 49 s 6     | 12                 |
| Source:(en) « World Rally Championship - Results Monte Carlo - wrc.com », sur www.wrc.com (consulté le 22 janvier 2017) |                    |                    |                    |                             |                       |                    |                    |                    |                    |

### Spéciales chronométrées
| Étape            | Spéciale | Heure   | Nom                                        | Distance | Vainqueur         | Temps            | Leader           |
| ---------------- | -------- | ------- | ------------------------------------------ | -------- | ----------------- | ---------------- | ---------------- |
| 1re (19 janvier) | ES1      | 20 h 14 | Entrevaux – Ubraye                         | 21,25 km | Spéciale annulée  | Spéciale annulée | Spéciale annulée |
| 1re (19 janvier) | ES2      | 22 h 57 | Bayons – Bréziers 1                        | 25,49 km | Thierry Neuville  | 15 min 01 s 1    | Thierry Neuville |
| 2e (20 janvier)  | ES3      | 10 h 11 | Agnières-en-Dévoluy - Le Motty 1           | 24,63 km | Ott Tänak         | 19 min 17 s 8    | Thierry Neuville |
| 2e (20 janvier)  | ES4      | 10 h 49 | Aspres-lès-Corps – Chaillol 1              | 38,94 km | Thierry Neuville  | 25 min 41 s 9    | Thierry Neuville |
| 2e (20 janvier)  | ES5      | 11 h 52 | Saint-Léger-les-Mélèzes – La Bâtie-Neuve 1 | 16,83 km | Thierry Neuville  | 11 min 22 s 2    | Thierry Neuville |
| 2e (20 janvier)  | ES6      | 14 h 33 | Agnières-en-Dévoluy – Le Motty 2           | 24,63 km | Thierry Neuville  | 18 min 09 s 6    | Thierry Neuville |
| 2e (20 janvier)  | ES7      | 15 h 11 | Aspres-lès-Corps – Chaillol 2              | 38,94 km | Sébastien Ogier   | 24 min 17 s 8    | Thierry Neuville |
| 2e (20 janvier)  | ES8      | 16 h 14 | Saint-Léger-les-Mélèzes – La Bâtie-Neuve 2 | 16,83 km | Sébastien Ogier   | 11 min 05 s 4    | Thierry Neuville |
| 3e (21 janvier)  | ES9      | 8 h 08  | Lardier-et-Valença – Oze 1                 | 31,17 km | Thierry Neuville  | 24 min 02 s 9    | Thierry Neuville |
| 3e (21 janvier)  | ES10     | 8 h 58  | La Bâtie-Montsaléon – Faye 1               | 16,78 km | Elfyn Evans       | 9 min 15 s 2     | Thierry Neuville |
| 3e (21 janvier)  | ES11     | 11 h 13 | Lardier-et-Valença – Oze 2                 | 31,17 km | Sébastien Ogier   | 22 min 53 s 0    | Thierry Neuville |
| 3e (21 janvier)  | ES12     | 12 h 08 | La Bâtie-Montsaléon – Faye 2               | 16,78 km | Elfyn Evans       | 8 min 56 s 7     | Thierry Neuville |
| 3e (21 janvier)  | ES13     | 15 h 03 | Bayons – Bréziers 2                        | 25,49 km | Elfyn Evans       | 14 min 27 s 5    | Sébastien Ogier  |
| 4e (22 janvier)  | ES14     | 9 h 22  | Lucéram – Col Saint-Roch 1                 | 5,50 km  | Daniel Sordo      | 3 min 35 s 7     | Sébastien Ogier  |
| 4e (22 janvier)  | ES15     | 10 h 12 | La Bollène-Vésubie – Peïra-Cava 1          | 21,36 km | Stéphane Lefebvre | 13 min 51 s 1    | Sébastien Ogier  |
| 4e (22 janvier)  | ES16     | 11 h 00 | Lucéram – Col Saint-Roch 2                 | 5,50 km  | Spéciale annulée  | Spéciale annulée | Spéciale annulée |
| 4e (22 janvier)  | ES17*    | 12 h 18 | La Bollène-Vésubie – Peïra-Cava 2          | 21,36 km | Thierry Neuville  | 14 min 14 s 4    | Sébastien Ogier  |

* Super spéciale : spéciale télévisée attribuant des points aux cinq premiers pilotes

### Super spéciale

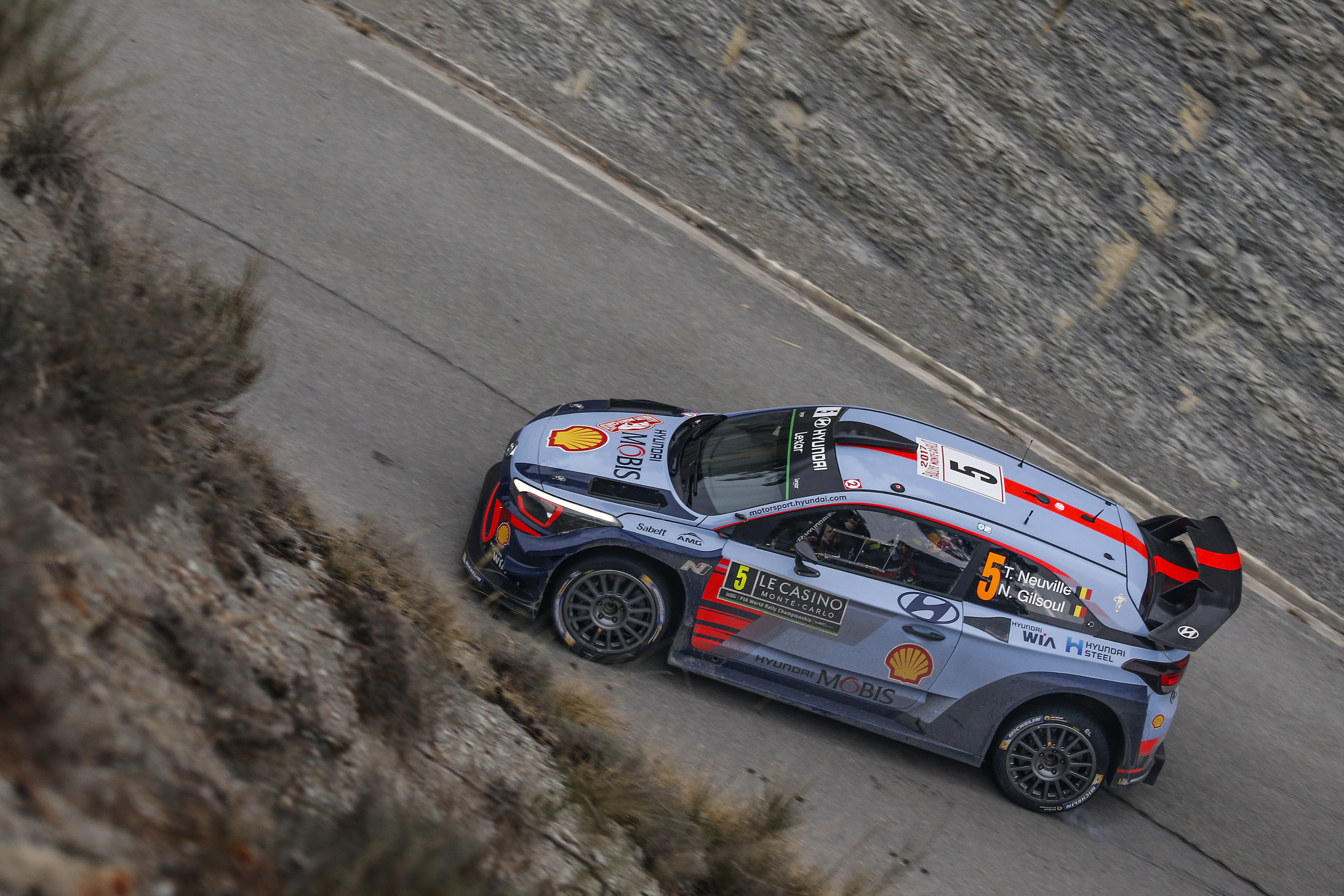
Thierry Neuville, ici durant le rallye, remporte la super spéciale.

La super spéciale est une spéciale de 21,36 km courue à la fin du rallye.
| Pos. | Pilote            | Copilote        | Équipe                | Temps         | Différence    | Points |
| ---- | ----------------- | --------------- | --------------------- | ------------- | ------------- | ------ |
| 1    | Thierry Neuville  | Nicolas Gilsoul | Hyundai i20 Coupe WRC | 14 min 14 s 4 | 0 s 0         | 5      |
| 2    | Stéphane Lefebvre | Gabin Moreau    | Citroën C3 WRC        | 14 min 44 s 5 | +30 s 1       | 4      |
| 3    | Juho Hänninen     | Kaj Lindström   | Toyota Yaris WRC      | 15 min 09 s 4 | +55 s 0       | 3      |
| 4    | Elfyn Evans       | Daniel Barritt  | Ford Fiesta WRC       | 15 min 28 s 1 | +1 min 13 s 7 | 2      |
| 5    | Dani Sordo        | Marc Martí      | Hyundai i20 Coupe WRC | 15 min 57 s 2 | +1 min 42 s 8 | 1      |

## Classements au championnat après l'épreuve
| Pos. | Pilote             | Points |
| ---- | ------------------ | ------ |
| 1    | Sébastien Ogier    | 25     |
| 2    | Jari-Matti Latvala | 18     |
| 3    | Ott Tänak          | 15     |
| 4    | Dani Sordo         | 13     |
| 5    | Craig Breen        | 10     |

| Pos. | Constructeur                | Points |
| ---- | --------------------------- | ------ |
| 1    | M-Sport World Rally Team    | 40     |
| 2    | Toyota Gazoo Racing WRT     | 24     |
| 3    | Hyundai Motorsport          | 20     |
| 4    | Citroën Total Abu Dhabi WRT | 10     |

## Galerie

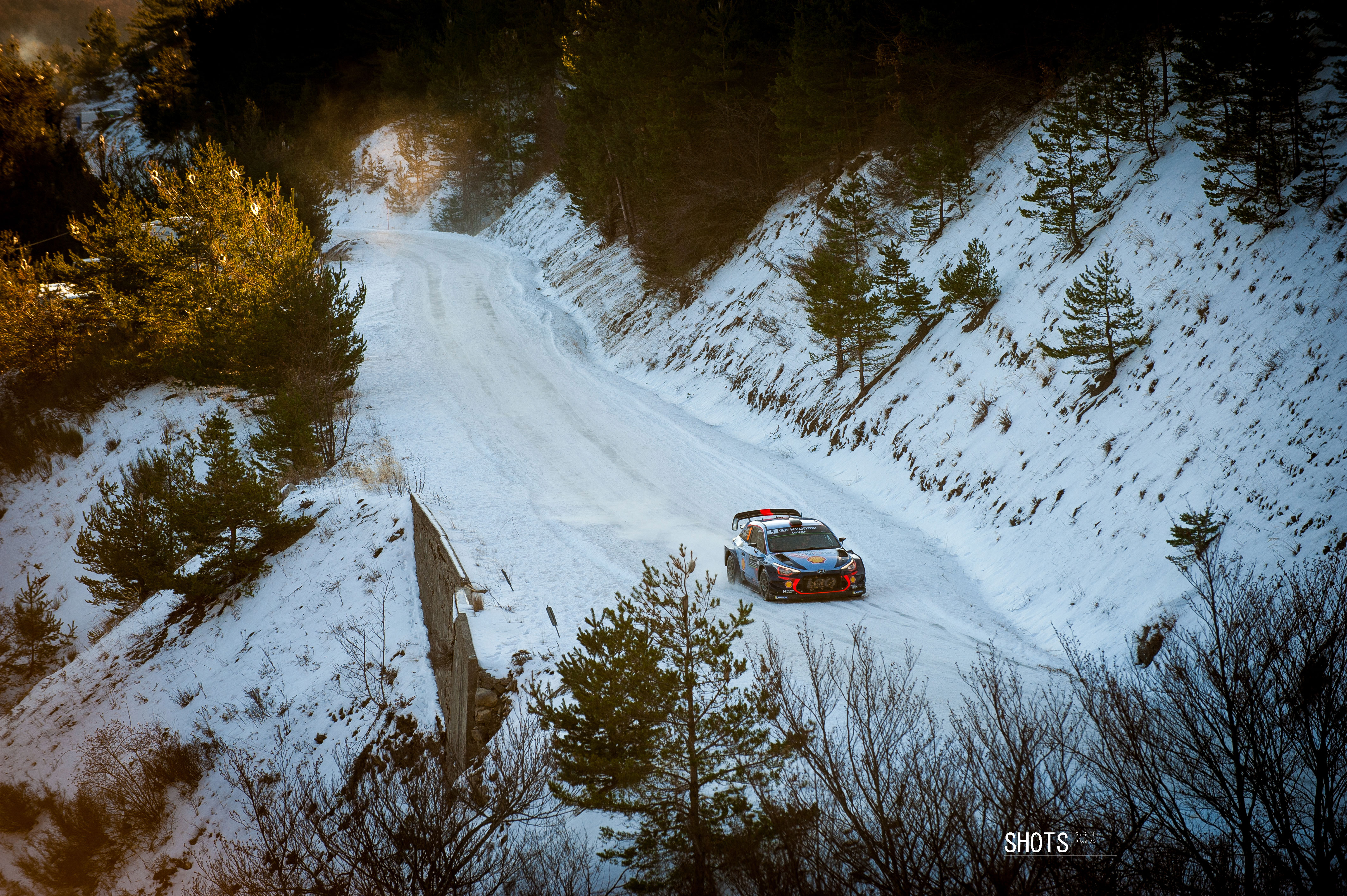
Thierry Neuville.
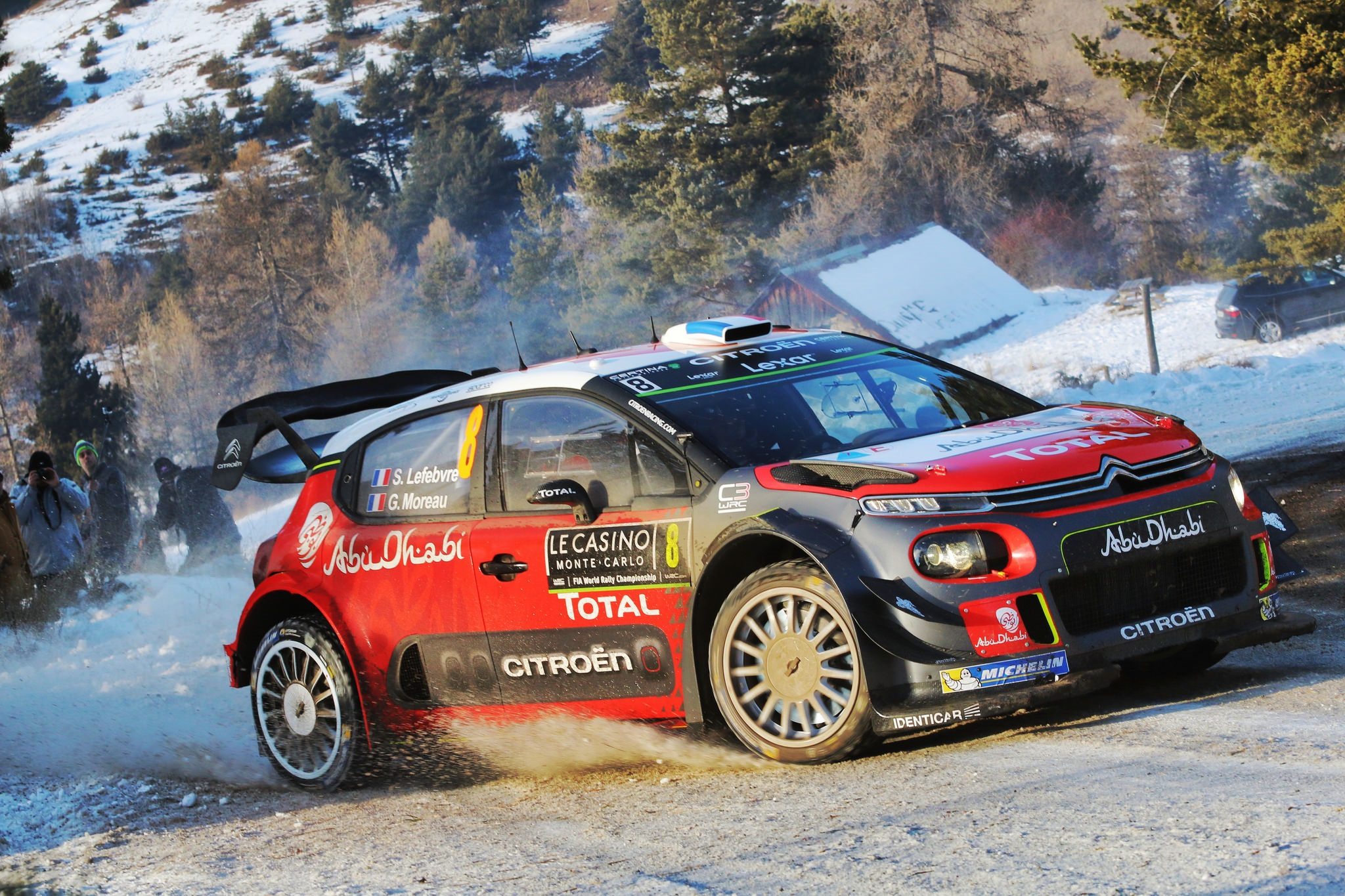
Stéphane Lefebvre.
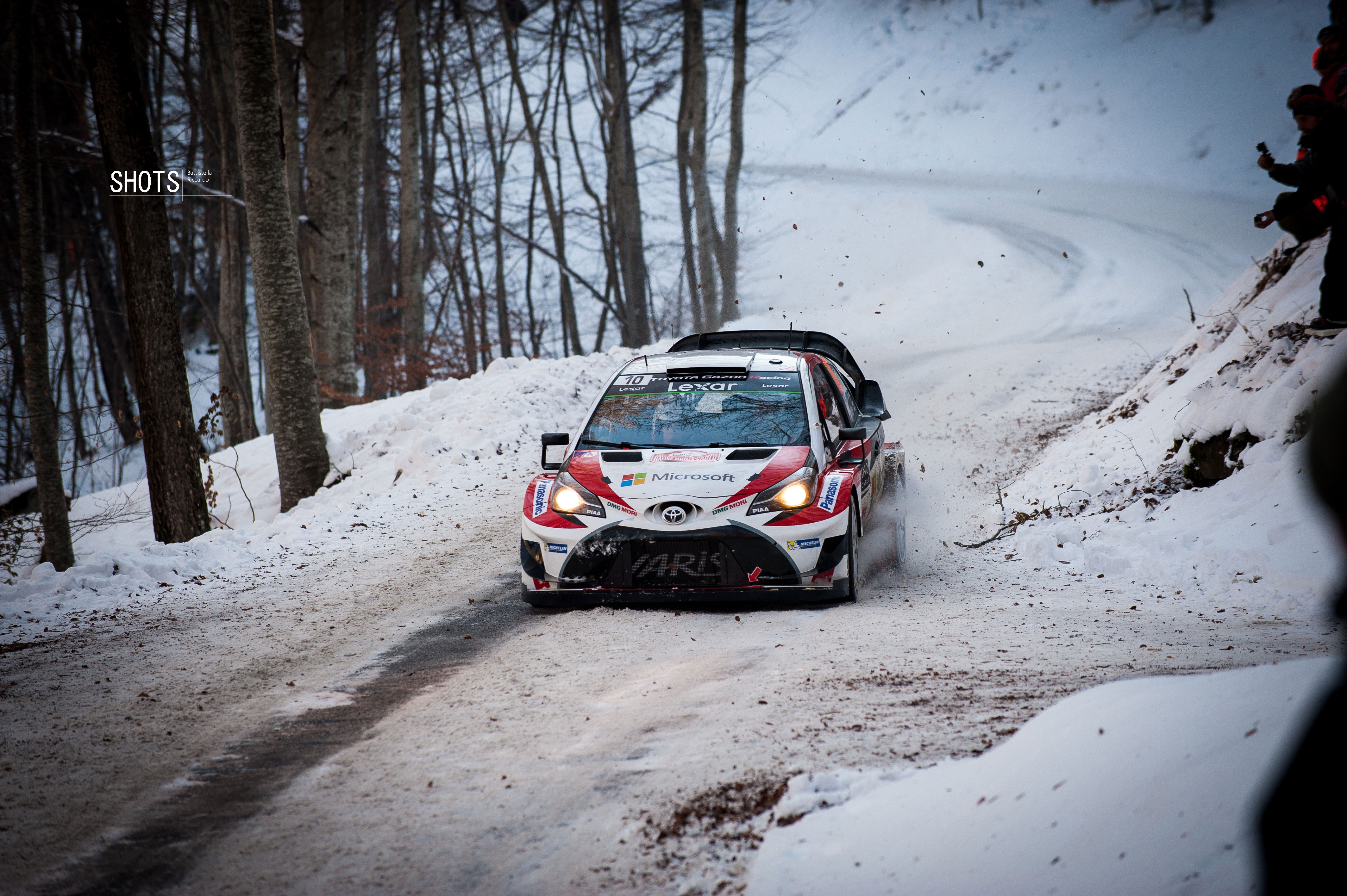
Jari-Matti Latvala.
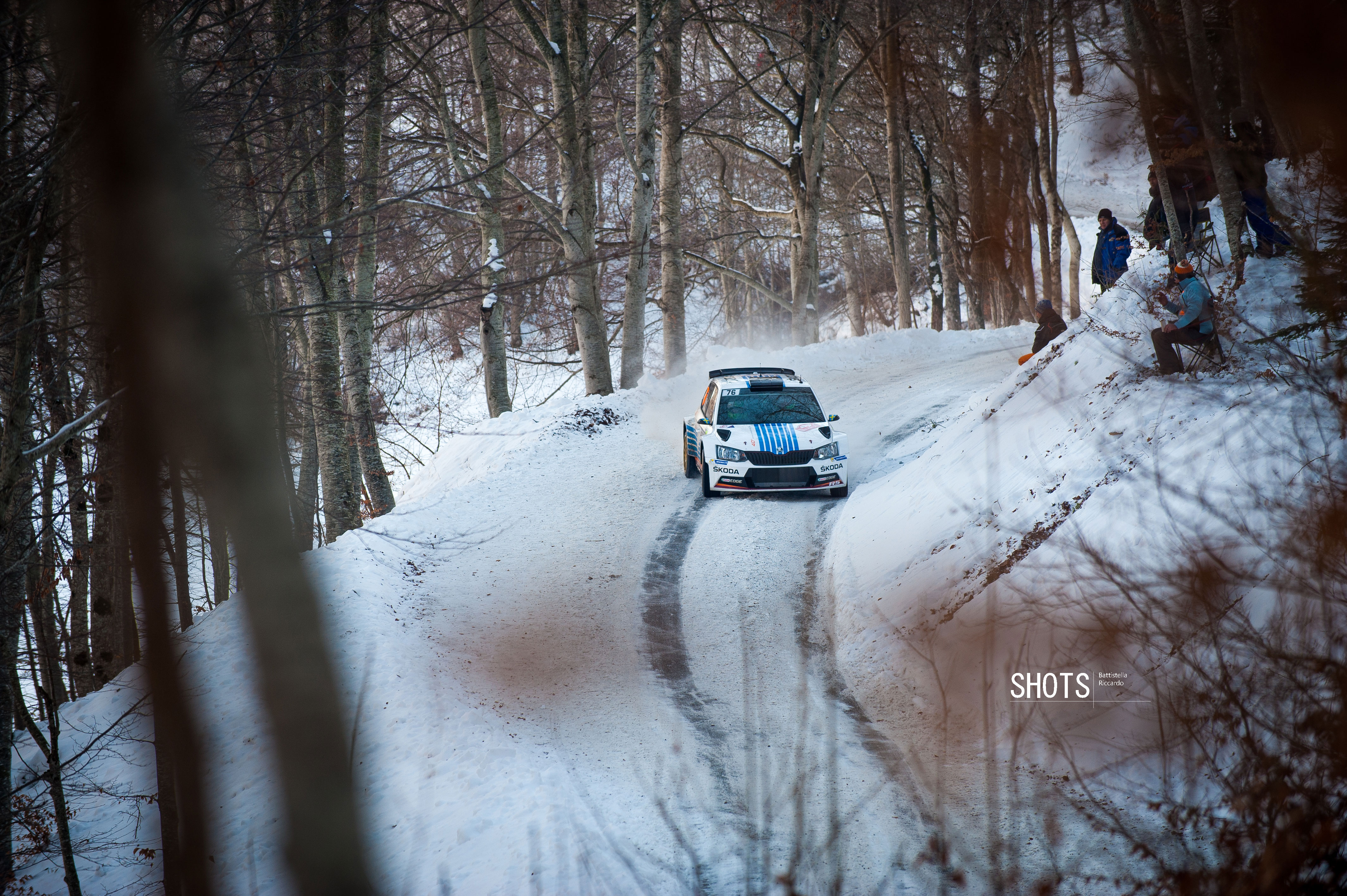
Pontus Tidemand.